# NGC 1362
NGC 1362 est une galaxie lenticulaire située dans la constellation de l'Éridan. NGC 1362 a été découverte par l'astronome germano-britannique William Herschel en 1799.

## Caractéristiques
Sa vitesse par rapport au fond diffus cosmologique est de  1 102 ± 30 km/s, ce qui correspond à une distance de Hubble de 16,3 ± 1,2 Mpc (∼53,2 millions d'al).
À ce jour, deux mesures non basées sur le décalage vers le rouge (redshift) donnent une distance de 29,900 ± 10,748 Mpc (∼97,5 millions d'al), ce qui est à l'extérieur des valeurs de la distance de Hubble. Notons cependant que c'est avec la valeur moyenne des mesures indépendantes, lorsqu'elles existent, que la base de données NASA/IPAC calcule le diamètre d'une galaxie et qu'en conséquence le diamètre de NGC 1362 pourrait être d'environ 10,7 kpc (∼34 900 al) si on utilisait la distance de Hubble pour le calculer.

## Groupe de NGC 1370
NGC 1362 fait partie d'un trio de galaxies, le groupe de NGC 1370. L'autre galaxie du trio est NGC 1390. Le groupe de NGC 1370 est aussi membre de l'amas de l'Éridan.